# Norwegischer Fußballpokal der Männer 1972
Der norwegische Fußballpokal 1972 (kurz auch NM-Cup 1972 genannt) war die 67. Austragung des Fußballpokalwettbewerbs der Männer. Pokalsieger wurde Brann Bergen. Das Team setzte sich im Finale gegen Titelverteidiger Rosenborg Trondheim mit 1:0 durch. Durch den Sieg qualifizierte sich Brann für den Europapokal der Pokalsieger 1973/74.

## 1. Runde
| Datum      |                      | Ergebnis  |                       |
| ---------- | -------------------- | --------- | --------------------- |
| 01.06.1972 | Andenes IL           | 0:1       | SFK Bodø-Glimt        |
|            | Arna TIL             | 1:3       | SK Baune              |
|            | Askim FK             | 0:3       | Lillestrøm SK         |
|            | Aurskog IL           | 4:2       | SK Sprint-Jeløy       |
|            | Beitstad FK          | 1:3       | Neset FK              |
|            | Brann Bergen         | 3:1       | IL Bjarg              |
|            | IL Brodd             | 4:2       | Flekkefjord FK        |
|            | Bækkelagets SK       | 3:2 n. V. | Skeid Oslo            |
|            | Clausenengen FK      | 3:0       | IL Bryn               |
|            | FK Donn              | 0:2       | SK Stag               |
|            | SBK Drafn            | 2:0       | Geithus IL            |
|            | Eidsvold Turn        | 9:0       | Flisa IL              |
|            | Eik IF               | 2:7       | Slemmestad IF         |
|            | SK Falken            | 3:0       | Brekken IL            |
|            | Fana IL              | 2:3 n. V. | Florvåg IF            |
|            | IK Grane Arendal     | 0:2       | Odds BK               |
|            | Ham-Kam              | 6:0       | Fåberg IL             |
|            | FK Jerv              | 0:0 n. V. | Start Kristiansand    |
|            | Kirkenes IF          | 1:2 n. V. | Tromsø IL             |
|            | Kjelsås IL           | 1:0 n. V. | Frigg Oslo FK         |
|            | FK Kvik Trondheim    | 0:2       | Steinkjer FK          |
|            | Langesund IF         | 5:3 n. V. | FK Ørn                |
|            | Langevåg IL          | 2:4       | Bergsøy IL            |
|            | Larvik Turn          | 4:0       | Sporty IL             |
|            | SFK Lyn Oslo         | 3:0       | Søndre Høland IUL     |
|            | Lyngen IL            | 1:1 n. V. | IL Stein              |
|            | Manglerud Star       | 2:1       | IF Ready              |
|            | FK Mjølner           | 1:1 n. V. | FK Landsås            |
|            | Mjøndalen IF         | 2:2 n. V. | Vikersund IF          |
|            | Moss FK              | 3:1       | Kvik Halden FK        |
|            | Nordre Trysil IL     | 1:2       | Brumunddal IL         |
|            | Odda IL              | 3:2 n. V. | Ny-Krohnborg IL       |
|            | Os TF                | 2:0       | Nordnes IL            |
|            | IF Pors              | 3:1       | SK Snøgg              |
|            | Raufoss IL           | 5:1       | Skreia IL             |
|            | Raumnes & Årnes IL   | 1:3       | Grue IL               |
|            | Rolvsøy IF           | 0:2       | Fredrikstad FK        |
|            | Rosenborg Trondheim  | 5:0       | IL Stjørdals-Blink    |
|            | Røros IL             | 2:1       | FK Fremad Lillehammer |
|            | Sandefjord BK        | 3:1       | Sandar IL             |
|            | Sarpsborg FK         | 3:1       | FK Sparta Sarpsborg   |
|            | SBK Skiold           | 0:4       | Fram Larvik           |
|            | Stabæk IF            | 2:1       | Abildsø IL            |
|            | Strinda IL           | 0:1       | SK Tryggkameratene    |
|            | Strømmen IF          | 2:0       | FK Gjøvik Lyn         |
|            | IL Stålkameratene    | 1:3       | SK Nessegutten        |
|            | Sunndal IL           | 1:0       | Nidelv IL             |
|            | Tornado FK           | 3:6       | Skarbøvik IF          |
|            | Ullensaker/Kisa IL   | 6:1       | Sagene IF             |
|            | SK Vard Haugesund    | 2:1       | SK Haugar             |
|            | IL Varegg            | 1:2       | Stord IL              |
|            | Velledalen/Ringen FL | 0:1 n. V. | IL Hødd               |
|            | Verdal IL            | 3:1       | IL Sverre             |
|            | Vestfossen IF        | 0:4       | Strømsgodset IF       |
|            | FK Vidar             | 0:0 n. V. | Klepp IL              |
|            | Vigrestad IK         | 1:2       | SK Ulf                |
|            | Viking Stavanger     | 8:0       | Avaldsnes IL          |
|            | Vålerenga Oslo       | 5:0       | Øvrevoll BK           |
|            | Ørsta IL             | 1:0       | Måløy IL              |
|            | Østsiden IL          | 3:0       | Lisleby FK            |
|            | Aalesunds FK         | 1:0 n. V. | SK Herd               |
|            | Åndalsnes IF         | 0:2       | Molde FK              |
|            | Årdalstangen TIF     | 0:3 n. V. | Sogndal IL            |
| 05.06.1972 | Ålgård FK            | 2:6       | Bryne FK              |

### Wiederholungsspiele
| Datum      |                    | Ergebnis  |            |
| ---------- | ------------------ | --------- | ---------- |
| 05.06.1972 | Klepp IL           | 2:1 n. V. | FK Vidar   |
|            | FK Landsås         | 0:1       | FK Mjølner |
|            | Start Kristiansand | 2:1       | FK Jerv    |
|            | IL Stein           | 2:3       | Lyngen IL  |

## 2. Runde
| Datum      |                    | Ergebnis  |                     |
| ---------- | ------------------ | --------- | ------------------- |
| 21.06.1972 | Odds BK            | 2:1       | Larvik Turn         |
| 22.06.1972 | Aurskog IL         | 2:0       | Østsiden IL         |
|            | SK Baune           | 1:4       | Brann Bergen        |
|            | SFK Bodø-Glimt     | 1:0       | FK Mjølner          |
|            | Brumunddal IL      | 2:1       | Ullensaker/Kisa IL  |
|            | Eidsvold Turn      | 0:2       | Mjøndalen IF        |
|            | Fram Larvik        | 6:1       | IF Pors             |
|            | Fredrikstad FK     | 3:1       | Bækkelagets SK      |
|            | Grue IL            | 1:0       | Stabæk IF           |
|            | Ham-Kam            | 2:2 n. V. | Kjelsås IL          |
|            | IL Hødd            | 3:1       | Ørsta IL            |
|            | Klepp IL           | 1:2       | Viking Stavanger    |
|            | Lillestrøm SK      | 2:1 n. V. | Vålerenga Oslo      |
|            | SFK Lyn Oslo       | 2:1       | Manglerud Star      |
|            | Molde FK           | 8:0       | Bergsøy IL          |
|            | Moss FK            | 5:1       | SBK Drafn           |
|            | Neset FK           | 3:4       | Verdal IL           |
|            | SK Nessegutten     | 2:0       | SK Falken           |
|            | Raufoss IL         | 2:2 n. V. | Strømmen IF         |
|            | Røros IL           | 0:5       | Rosenborg Trondheim |
|            | Skarbøvik IF       | 1:0 n. V. | Aalesunds FK        |
|            | Slemmestad IF      | 0:2       | Sarpsborg FK        |
|            | Sogndal IL         | 2:4 n. V. | Florvåg IF          |
|            | SK Stag            | 2:2 n. V. | Sandefjord BK       |
|            | Start Kristiansand | 0:2       | Bryne FK            |
|            | Steinkjer FK       | 3:1       | SK Tryggkameratene  |
|            | Stord IL           | 4:1       | Os TF               |
|            | Strømsgodset IF    | 7:0       | Langesund IF        |
|            | Sunndal IL         | 1:2 n. V. | Clausenengen FK     |
|            | Tromsø IL          | 2:1       | Lyngen IL           |
|            | SK Ulf             | 2:1       | IL Brodd            |
|            | SK Vard Haugesund  | 1:1 n. V. | Odda IL             |

### Wiederholungsspiele
| Datum      |               | Ergebnis |                   |
| ---------- | ------------- | -------- | ----------------- |
| 25.06.1972 | Kjelsås IL    | 3:5      | Ham-Kam           |
|            | Odda IL       | 2:0      | SK Vard Haugesund |
|            | Sandefjord BK | 3:2      | SK Stag           |
|            | Strømmen IF   | 0:2      | Raufoss IL        |

## 3. Runde
| Datum      |                     | Ergebnis  |                 |
| ---------- | ------------------- | --------- | --------------- |
| 04.07.1972 | Rosenborg Trondheim | 4:0       | SK Nessegutten  |
| 05.07.1972 | Clausenengen FK     | 3:1       | Skarbøvik IF    |
|            | Florvåg IF          | 2:3       | Stord IL        |
|            | Fredrikstad FK      | 0:2       | Raufoss IL      |
|            | Molde FK            | 5:3       | IL Hødd         |
|            | Sarpsborg FK        | 2:1 n. V. | Brumunddal IL   |
|            | Tromsø IL           | 0:1       | Steinkjer FK    |
|            | Verdal IL           | 0:2       | SFK Bodø-Glimt  |
|            | Viking Stavanger    | 6:1       | SK Ulf          |
| 06.07.1972 | Bryne FK            | 1:1 n. V. | Fram Larvik     |
|            | Ham-Kam             | 3:1       | Moss FK         |
|            | Mjøndalen IF        | 2:0       | Aurskog IL      |
|            | Odds BK             | 0:2       | Lillestrøm SK   |
|            | Sandefjord BK       | 2:3       | Strømsgodset IF |
| 07.07.1972 | Grue IL             | 3:1       | SFK Lyn Oslo    |
| 09.07.1972 | Odda IL             | 0:4       | Bryne FK        |

### Wiederholungsspiel
| Datum      |             | Ergebnis |          |
| ---------- | ----------- | -------- | -------- |
| 13.07.1972 | Fram Larvik | 0:1      | Bryne FK |

## 4. Runde
| Datum      |                 | Ergebnis  |                     |
| ---------- | --------------- | --------- | ------------------- |
| 20.08.1972 | Strømsgodset IF | 3:1       | Grue IL             |
|            | Raufoss IL      | 2:0       | Ham-Kam             |
|            | Stord IL        | 1:0       | Viking Stavanger    |
|            | SFK Bodø-Glimt  | 0:2       | Mjøndalen IF        |
|            | Lillestrøm SK   | 0:3       | Sarpsborg FK        |
|            | Steinkjer FK    | 0:0 n. V. | Rosenborg Trondheim |
|            | Bryne FK        | 0:0 n. V. | Molde FK            |
|            | Brann Bergen    | 1:0       | Clausenengen FK     |

### Wiederholungsspiele
| Datum      |                     | Ergebnis |              |
| ---------- | ------------------- | -------- | ------------ |
| 23.08.1972 | Rosenborg Trondheim | 2:1      | Steinkjer FK |
|            | Molde FK            | 1:2      | Bryne FK     |

## Viertelfinale
| Datum      |                     | Ergebnis |                 |
| ---------- | ------------------- | -------- | --------------- |
| 03.09.1972 | Sarpsborg FK        | 2:0      | Raufoss IL      |
|            | Rosenborg Trondheim | 2:1      | Strømsgodset IF |
|            | Mjøndalen IF        | 1:0      | Stord IL        |
|            | Brann Bergen        | 2:1      | Bryne FK        |

## Halbfinale
| Datum      |                     | Ergebnis |              |
| ---------- | ------------------- | -------- | ------------ |
| 11.10.1972 | Sarpsborg FK        | 0:2      | Brann Bergen |
| 17.10.1972 | Rosenborg Trondheim | 2:0      | Mjøndalen IF |

## Finale
| Brann Bergen                                | Brann Bergen | Rosenborg Trondheim | Rosenborg Trondheim |
| ------------------------------------------- | --- | --- | ------------------- |
| Brann Bergen                                | \| Finale \| \| 22. Oktober 1972 in Oslo (Ullevaal-Stadion) \| \| Ergebnis: 1:0 (1:0) \| \| Zuschauer: 17.700 \| \| Schiedsrichter: Kjell Wahlen \| \| Spielbericht \|                                                                           | \| Finale \| \| 22. Oktober 1972 in Oslo (Ullevaal-Stadion) \| \| Ergebnis: 1:0 (1:0) \| \| Zuschauer: 17.700 \| \| Schiedsrichter: Kjell Wahlen \| \| Spielbericht \|                                                      | Rosenborg Trondheim |
| Brann Bergen                                | Oddvar Træen – Helge Karlsen, Rune Pedersen, Ole Kobbeltvedt, Erling Mikkelsen (75. Atle Bilsback) – Tore Nordtvedt, Arnfinn Espeseth, Frode Larsen (60. Torgeir Hauge) – Kjell Øyasæter, Roald Jensen, Jan Erik Osland Cheftrainer: Ray Freeman | Øivind Brynthe Torp – Erling Meirik, Kåre Rønnes, Bjørn Rime, Øystein Wormdahl – Jan Christiansen, Anders Farstad, Tore Lindseth – Harald Sunde (85. Erling Næss), Bjørn Wirkola, Arne Hanssen Cheftrainer: Nils Arne Eggen | Rosenborg Trondheim |
| Brann Bergen                                | 1:0 Jan Erik Osland (13.) | | Rosenborg Trondheim |
| Finale                                      | | |                     |
| 22. Oktober 1972 in Oslo (Ullevaal-Stadion) | | |                     |
| Ergebnis: 1:0 (1:0)                         | | |                     |
| Zuschauer: 17.700                           | | |                     |
| Schiedsrichter: Kjell Wahlen                | | |                     |
| Spielbericht                                | | |                     |